# 土耳其渔业

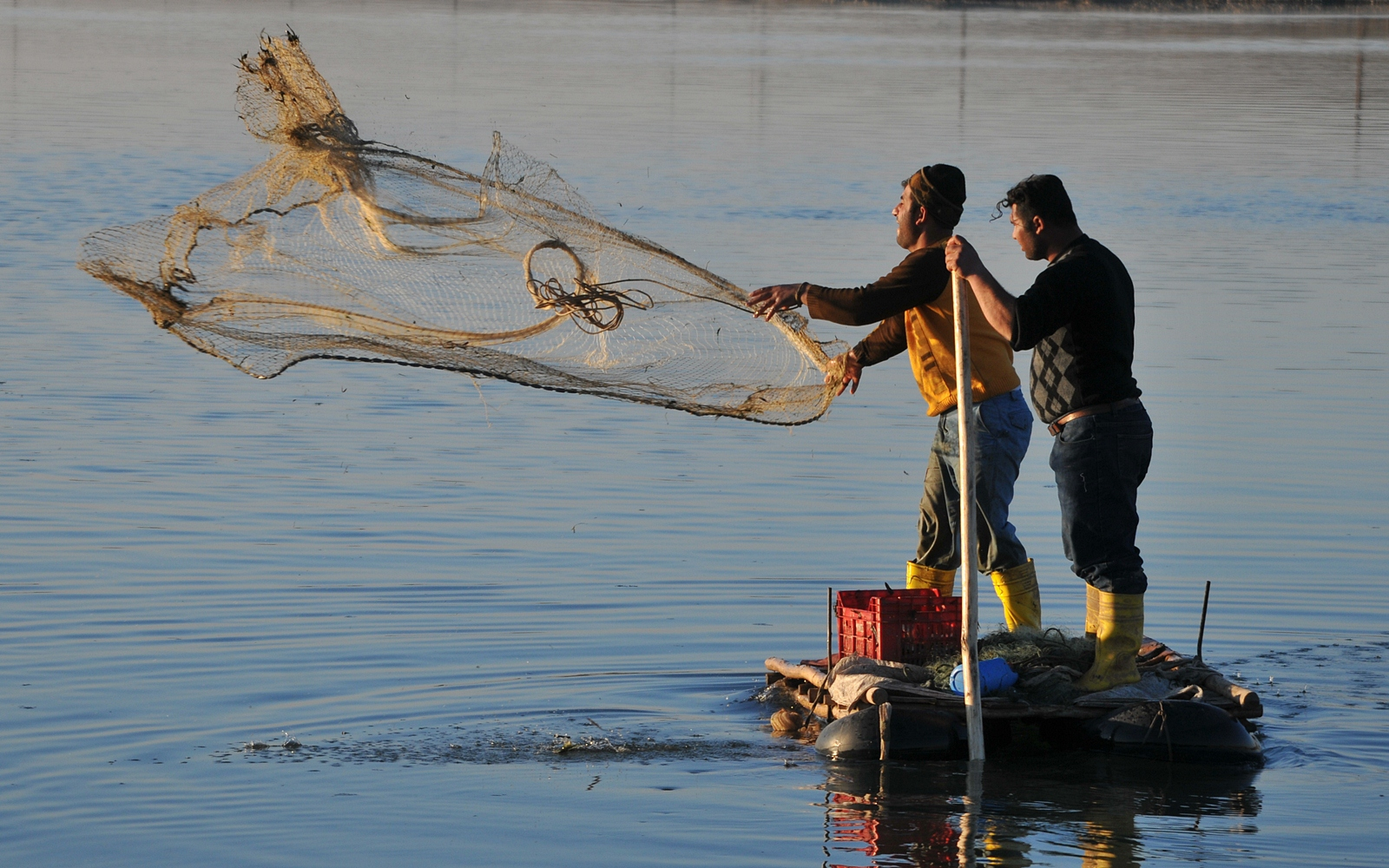
底格里斯河上的渔夫

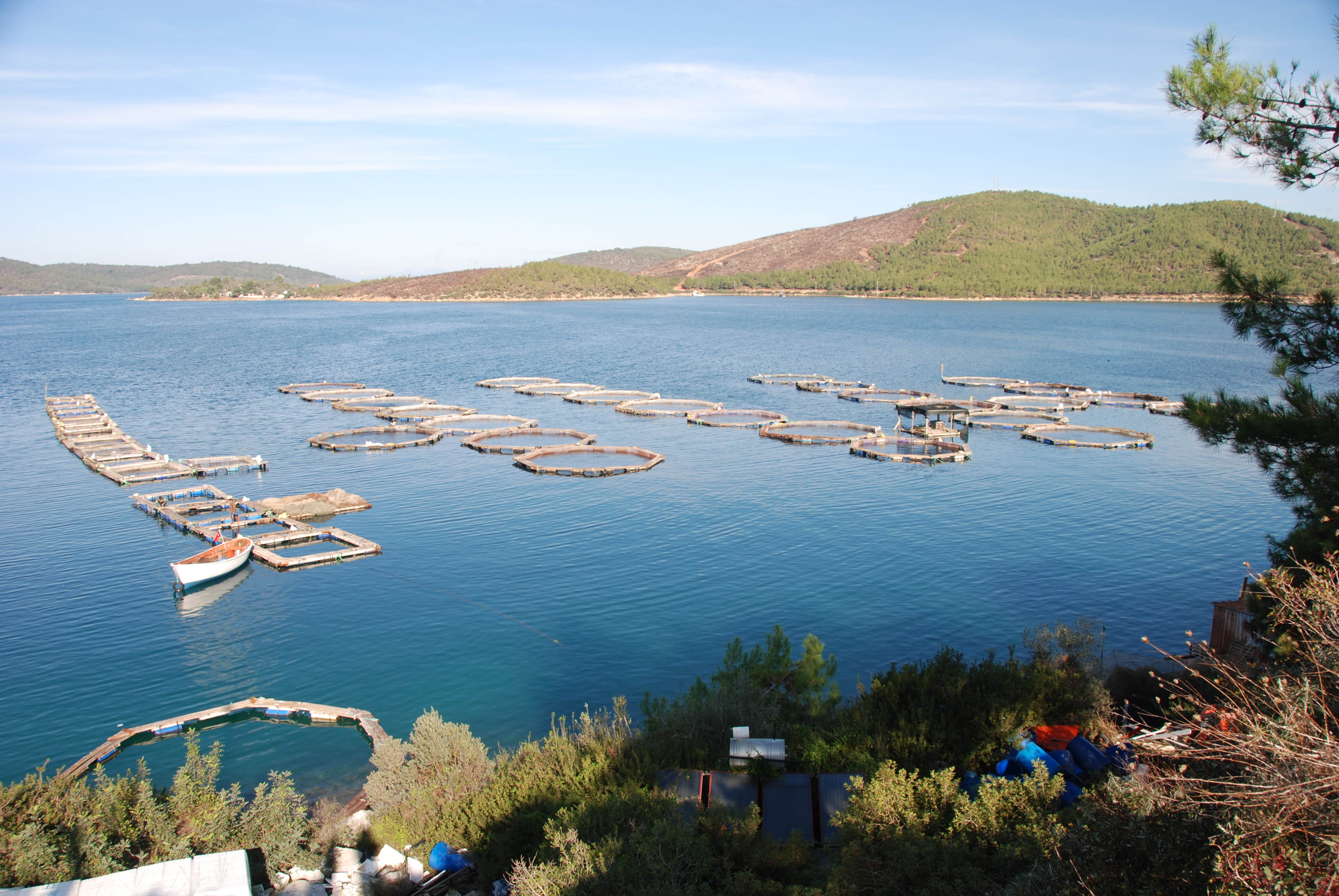
土耳其爱琴海的养鱼业

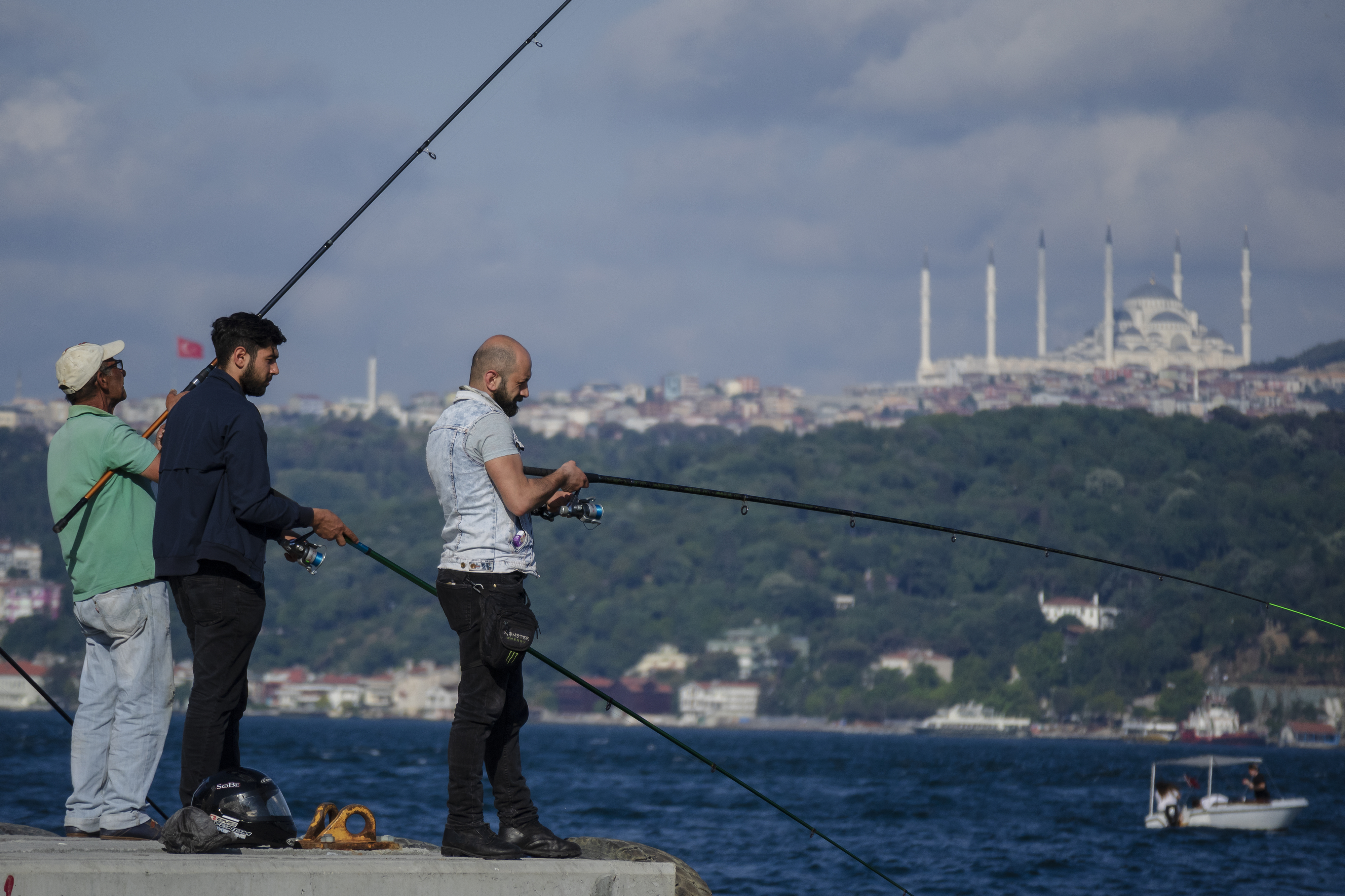
钓鱼

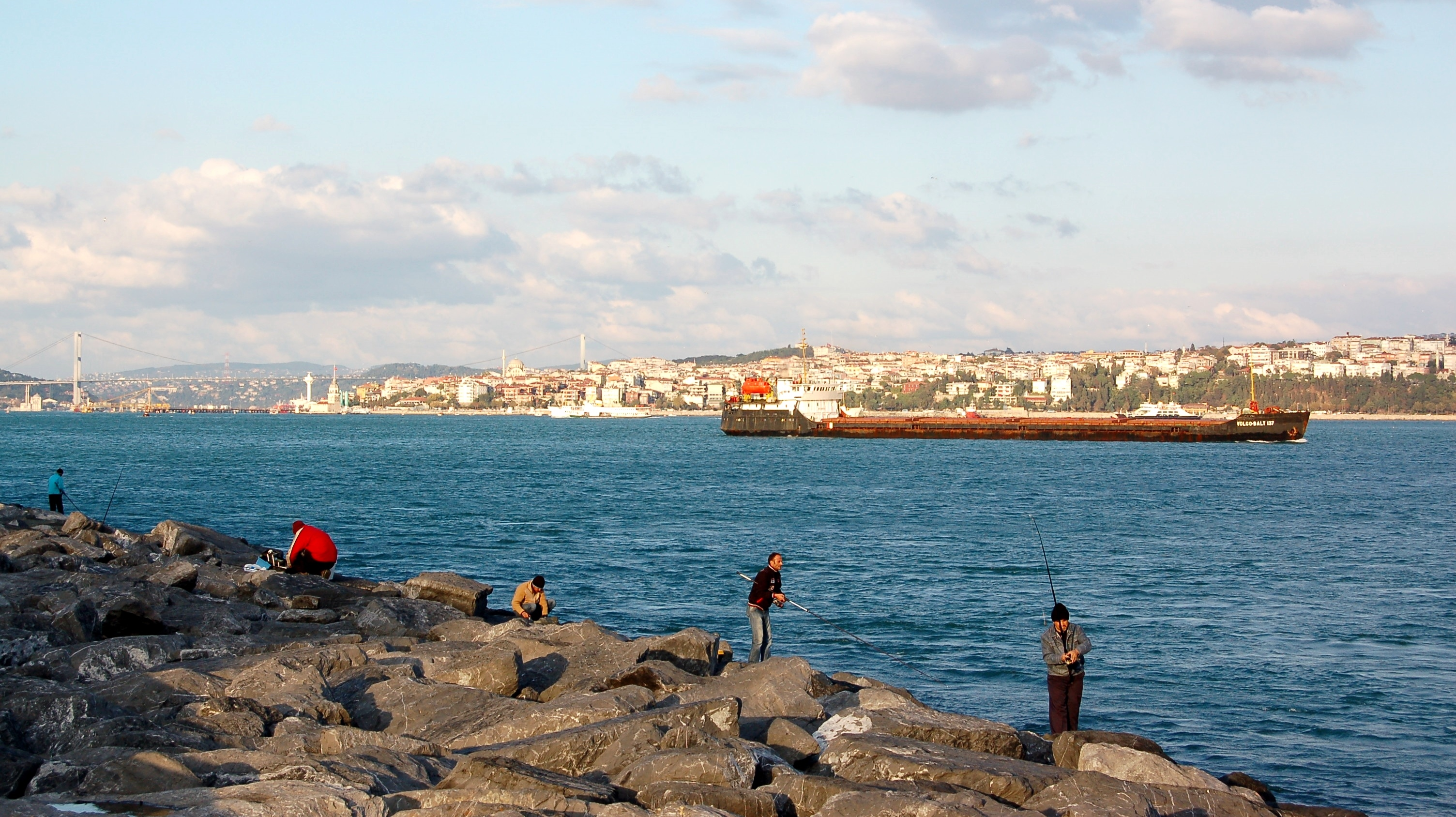
临近阿希尔卡皮灯塔的地方

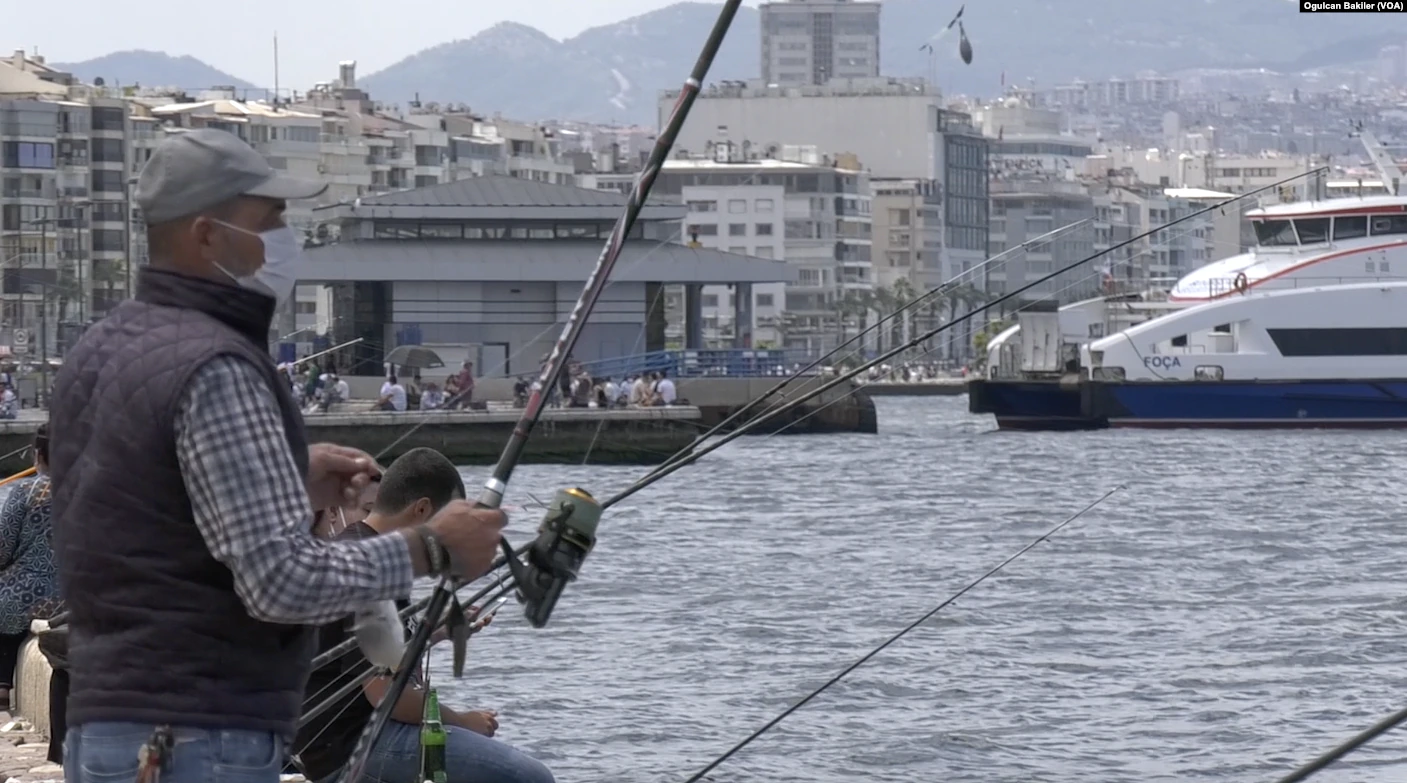
位于科尔东的垂钓者

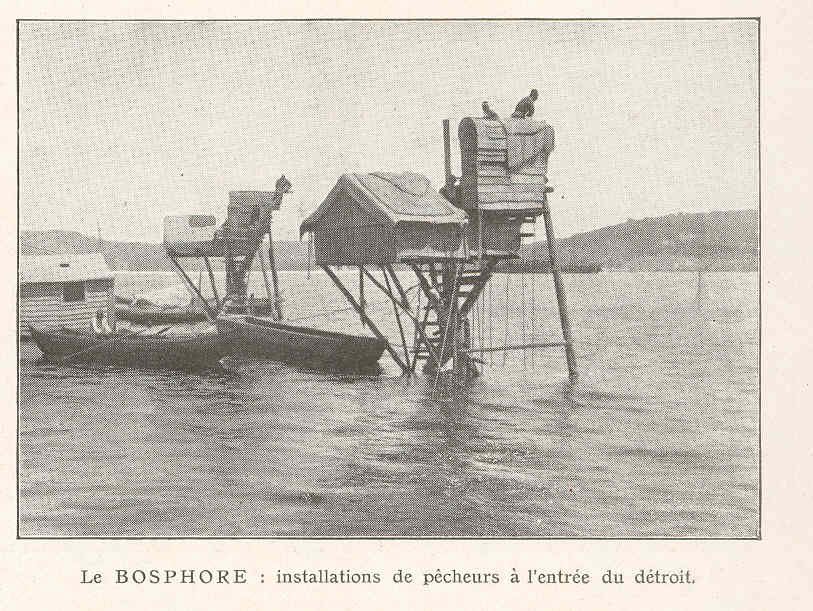
20世纪初期博斯普鲁斯海峡的渔民

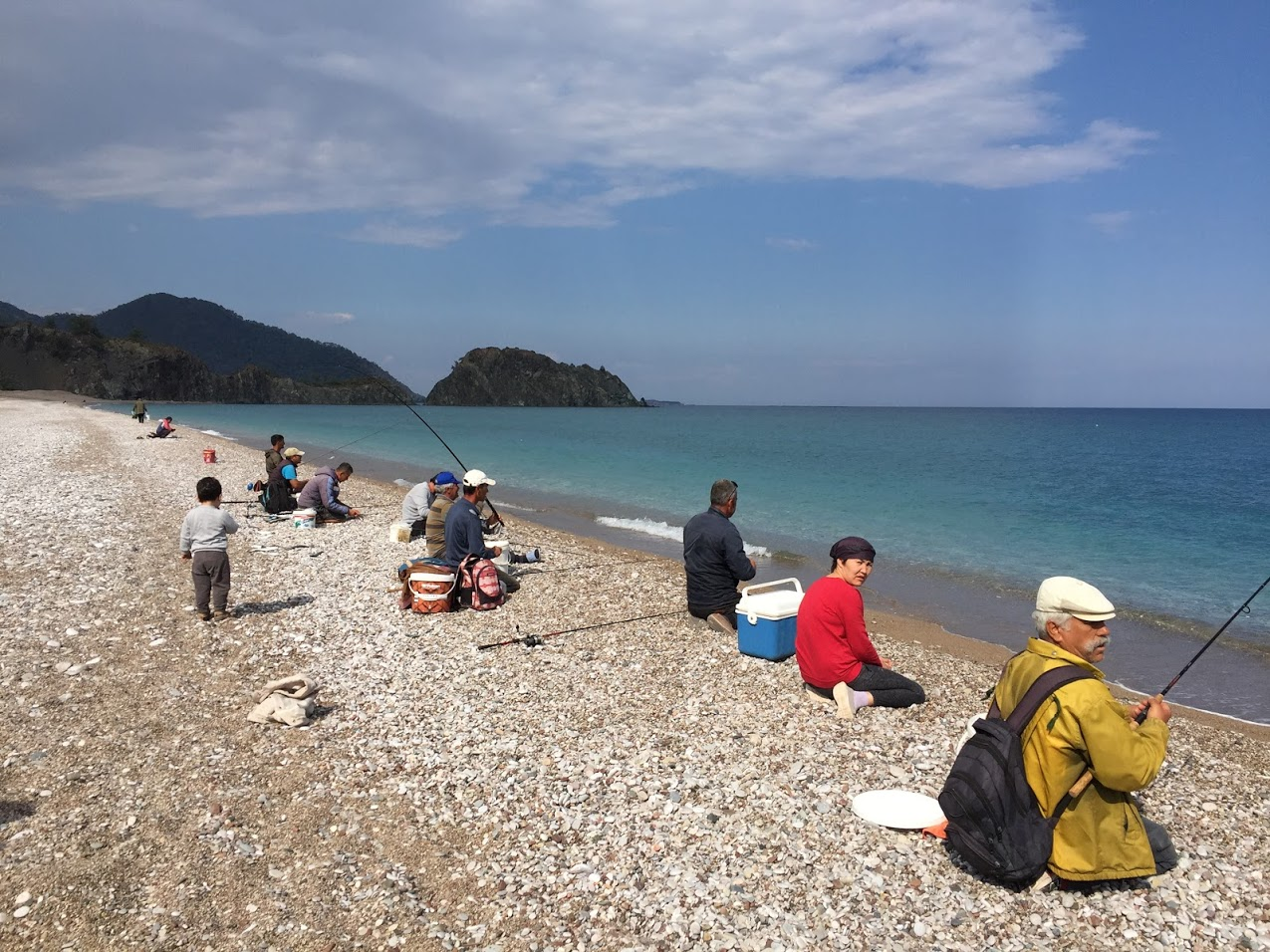
渔夫在奇拉拉海滩上捕获的鱼将在当天晚上被送进餐厅

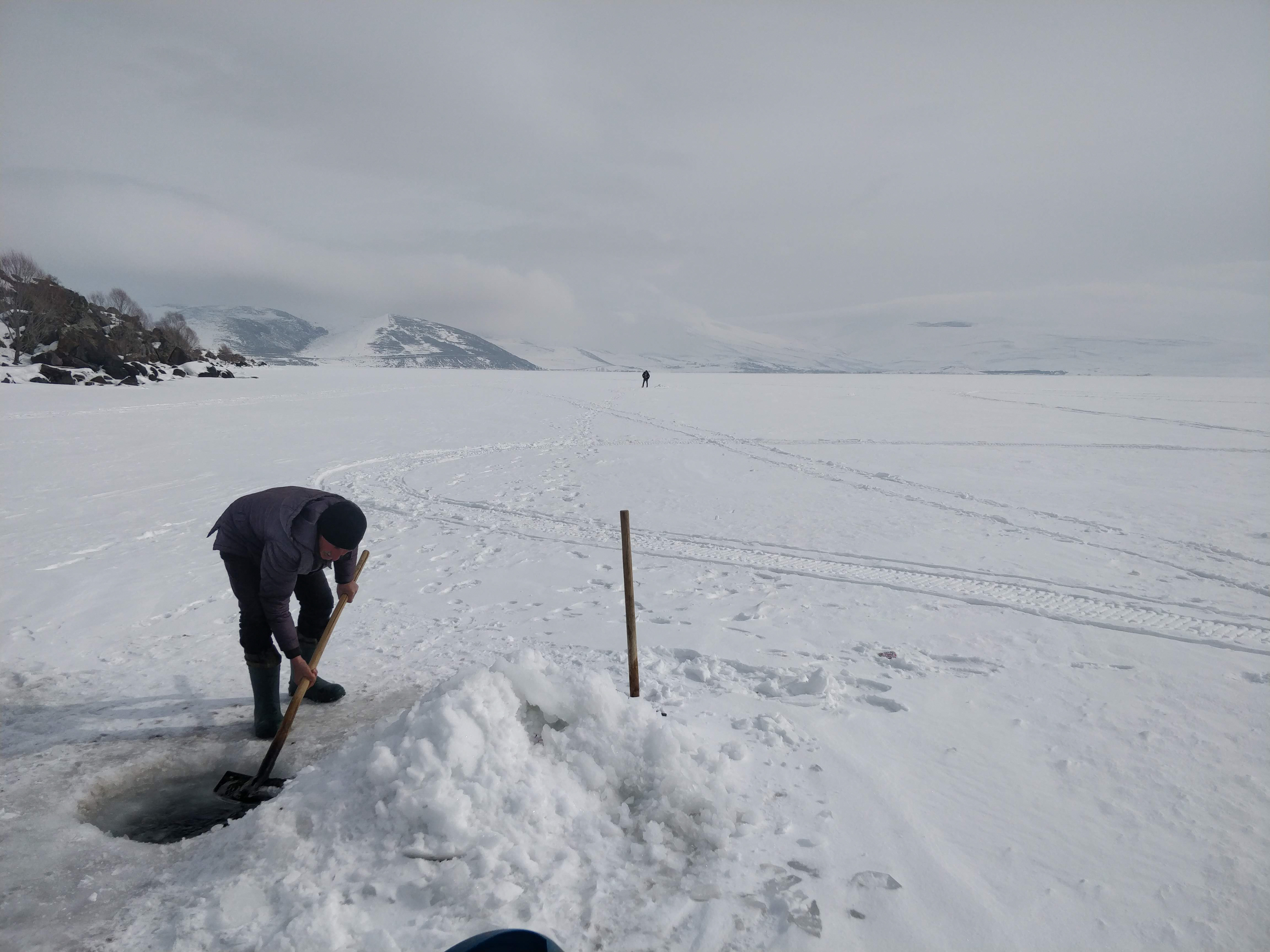
彻尔德尔湖冰钓

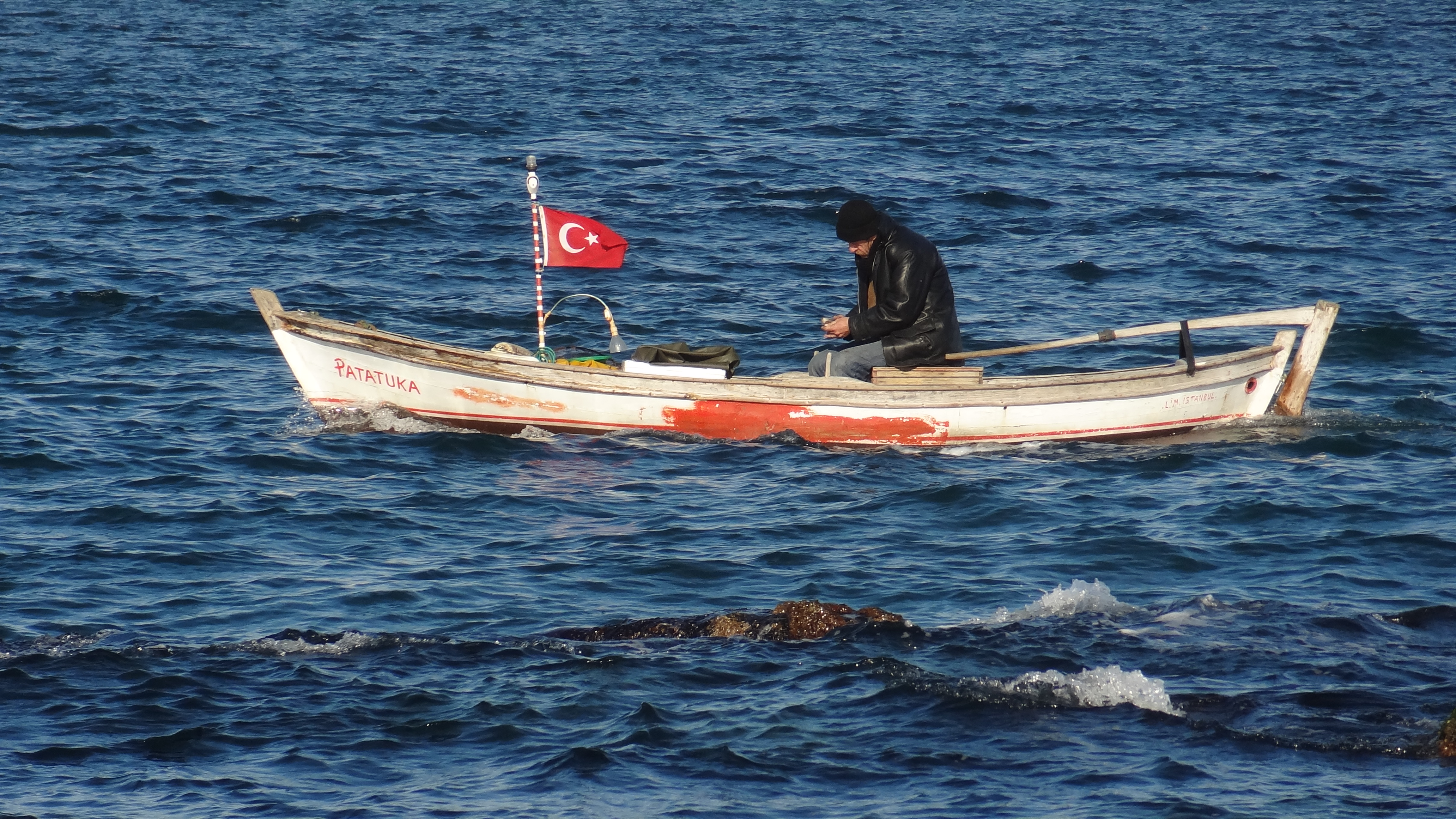
王子岛群的渔夫

土耳其渔业（土耳其語：Türkiye'de balıkçılık）是该国经济的重要组成部分。根据2002年的数据显示，土耳其渔业产值占该国生产总值的0.3%。到了2018年，渔业为土耳其提供了52,937个工作岗位，渔获产出高达60万吨。根据经济合作与发展组织的数据显示，渔业为土耳其生产了高达14.81亿美元的商品。
土耳其三面环海，海岸线长达8,333（5,178英里）。此外该国还拥有总面积约10,000平方公里的天然湖泊以及约3,442平方公里的水库，此外还拥有总长度约178,000公里的河川。不过尽管如此，土耳其的人均鱼类消费水平并不算高。

## 分布

### 地理分布
土耳其的海上捕鱼作业主要在黑海、爱琴海和地中海的该国领海内以及马尔马拉海外加与之相邻的海峡（博斯普鲁斯海峡和达达尼尔海峡）内进行。